# أبو خلاد المهندس
ساري محمد حسن شهاب أو أبو خلاد المهندس أو أبو سفر وصهيب، قيادي جهادي أردني من مواليد 1973، انتمى في بداياته إلى جماعات مختلفة أسسها أبو مصعب الزرقاوي. كان شهاب أحد قادة تنظيم القاعدة الخمسة الذين أطلقت إيران سراحهم في مارس 2015 مقابل دبلوماسي إيراني مخطوف في اليمن. والأربعة الآخرون هم سيف العدل وأبو محمد المصري وأبو الخير المصري وأبو القسام الأردني.
بحسب أحد التقارير، فإن ساري شهاب «متورط في برامج ومؤامرات أسلحة الدمار الشامل». ووصفت شبكة سكاي نيوز أبو خلاد وأبو القسام الأردني بأن «الإيرانيين أطلقوا سراح اثنين من النشطاء الأقل شهرة، وإن لم يكن أقل خطورة، وكلاهما من أصول أردنية».
بعد اختبائه لسنوات عدة، ظهر على الساحة من خلال إنشاء قناة خاصة به على تطبيق تيليجرام في 2017، و أطلق على نفسه اسم “الأمير المنسي”. كان أحد قادة تنظيم حراس الدين. قبل مقتله بانفجار عبوة ناسفة في سيارته في إدلب، سوريا في 22 أغسطس 2019.